# Helipuerto de Melilla

i7
i11
i13
Der Helipuerto de Melilla  ist ein militärischer Hubschrauberlandeplatz in der spanischen Exklave Melilla, die an der nordafrikanischen Mittelmeer-Küste liegt und an Marokko grenzt.
Die Hubschrauberlandepiste mit VASI-Einrichtung (Visual Approach Slope Indicator) ist über eine kurze Rollbahn mit dem 60 Meter langen und 45 Meter breiten Towervorfeld verbunden. Neben dem Tower befinden sich die Tankstelle, Wartungs- und Lagerhallen. Die überbaute Gesamtfläche der Anlage beträgt rund 23.000 m². Der Heliport entspricht der ICAO-Brandschutzkategorie Heliport H 3 für Hubschrauber mit Rotorkreisdurchmesser bis 35 Metern und ist für eine Hubschraubergesamtmasse von 25.000 kg zugelassen. Der Heliport wird von der FEMAT betrieben.